# Isabella Jajljan
Isabella Jajljan (armenisch Իզաբելլա Յայլյան, * 4. Januar 1995 in Jerewan) ist eine armenische Gewichtheberin.

## Erfolge
Jajljan gewann die Goldmedaille in ihrem Wettbewerb sowohl bei den Junioren- und U23-Europameisterschaften 2014 in Limassol, als auch bei den Junioren- und U23-Europameisterschaften 2015, die in Klaipėda, stattfanden. Im Jahr 2017 gewann sie die Bronzemedaille in der U23-Klasse bis 58 kg bei den Junioren- und U23-Europameisterschaften 2017 in Durrës.
Bei den Europameisterschaften 2021 in Moskau, gewann sie die Silbermedaille im Reißen der Frauen bis 55 kg. Im Jahr 2021 vertrat sie Armenien bei den Olympischen Sommerspielen 2020 in Tokio. Sie belegte den siebten Platz in der Gewichtsklasse bis 59 kg. Bei den Europameisterschaften 2023 in Jerewan gewann sie Bronzemedaillen im Reißen, im Stoßen und in der Zweikampfwertung in der Gewichtsklasse bis 55 kg.